# Félix-Robert Faecq
Félix-Robert Faecq (Brussel, 1901–1992) was als zakenman en jazzliefhebber een vroege pionier in de verspreiding en de promotie van de jazz in België.
Faecq zorgde ervoor dat de eerste Belgische jazzplaten van het label Gennett via Chicago over Londen België binnenkwamen. Samen met zijn  schoolvriend Paul Mayaert bracht hij in 1924 ook Musique Magazine uit, het allereerste muziektijdschrift ter wereld dat zijn aandacht exclusief aan jazz besteedde. Het werd in 1925 omgedoopt tot Music en later tot Actualité Musicale. Na een bezoek aan New Orleans schreef Robert Goffin hierin de eerste artikelenreeks ter wereld over jazz, "Au Frontières du Jazz", die hij later zou uitwerken tot een gelijknamig boek. Het betekende een doorbraak voor de bekendmaking van jazz in België, want in het enige andere bestaande tijdschrift, La Revue Musicale Belge van Marcel Poot, werd niet over jazz gesproken, maar vooral over fanfaremuziek.
Vanaf 1922 was Faecq ook de vertegenwoordiger in België van het platenlabel Edison Bell en van Amerikaanse merken. Faecq baatte vanaf 1925 ook de Universal Music store uit, met platen, bladmuziek en instrumenten. Zijn uitgeverij International Music Company richtte zich vooral op de promotie van Belgische muzikanten. Deze zou vooral na de Tweede Wereldoorlog, onder impuls van zijn nieuwe zakenpartner Jacques Kluger, veel succes kennen.
In juni 1927 nam Faecq in een Londense studio voor het label Edison Bell de eerste Belgische jazzplaat op met het orkest "Chas Remue and his New Stompers". Er werden veertien nummers opgenomen. Daaronder bevonden zich ook vijf Belgische composities met als bekendste nummers "Vladivostok", "Pamplona", "Slow Gee-Gee" en "Allahabad" van Bee en Packay.
In 1931 opende Faecq onder het label Pathé in Brussel een studio. Hier maakte hij opnames van Belgische jazzmusici als Gus Deloof (and his Racketeers) met onder anderen John Ouwerx (piano), Josse Aerts (drums) en de saxofonisten Jean Omer en Jean Robert.
In 1932 richtte hij met Goffin en enkele andere vrienden zijn "Jazz Club van België" op, waar tussen 1932 en 1941 jaarlijks provinciale, nationale en internationale jazzwedstrijden werden georganiseerd.